# حصار بغداد (1136)
حدث حصار بغداد لمدة خمسين يومًا، مقر الدولة العباسية، في عام 1136. بدأ الحصار عندما هاجم الحاكم السلجوقي للعراق ، مسعود بن محمد بن ملكشاه، الخليفة منصور الراشد بالله.

## الأحداث
خلال الحصار، ثار سكان بغداد على الخليفة، ونهبوا القصر الطاهري. في النهاية هرب الخليفة من المدينة إلى الموصل حيث تنازل عن الخلافة. أما عمه محمد المقتفي لأمر الله، فقد أصبح الخليفة بمساعدة مسعود، الذي تقاعد بعد ذلك إلى الشرق.